# Langwied Esch
Langwied, in der Stadtgliederung Salzburgs Langwied Esch, ist ein Siedlungsraum im Stadtteil Langwied der österreichischen Statutarstadt Salzburg.

## Geographie
Langwied liegt im Nordosten der Stadt, am Fuß des Heubergs entlang der B 1 Wiener Straße, hierorts Linzer Bundesstraße, in etwa 4 Kilometer Entfernung zum Stadtzentrum.
Langwied umfasste bei der Volkszählung 2001 knapp 400 Gebäude mit etwa 1700 Einwohnern, heute sind es an die 2000 (Zählsprengel 380 des Zählbezirks Gnigl/Langwied).
Durch einen schmalen Wiesenstreifen getrennt schließt nordwestlich die Siedlung Sam an, es führt aber keinerlei Straße direkt dorthin. Nördlich der Langwied liegen die Naturräume Langmoos, Samer Mösl und Bergsam, die als Naherholungsraum für die dortige Bevölkerung dienen.
Nachbarortslagen:
| Sam                      | Langmoos                                    | (Esch-)Mayrwies (Gem. Hallwang, Bez. Sbg.-Umgebung) |
| Gnigl Nord (Stt. Gnigl)  | Kompassrose, die auf Nachbargemeinden zeigt |                                                     |
| Niedergnigl (Stt. Gnigl) | Heuberg (Stt.)                              |                                                     |

## Geschichte
Der Name Wied leitet sich hier von mittelhochdeutsch wit(e) bzw. althochdeutsch witu ‚(Brenn)Holz, Wald‘ her und bezeichnet einen Bestand an Nutzholz. Esch leitet sich vielleicht vom einst am Hangfuß des Heuberges stockenden Eschenwald ab. Glaubhaft vertreten wird aber auch die Hypothese, dass es auf das mittelhochdeutsche Wort esch zurückgeht, das eine Feldweide bezeichnet und mit dem Eschenbaum (mhd. asche, esche) nicht identisch ist. Jedenfalls ist das Namensmotiv des gesamten Raums der einstmals hier anzutreffen gewesene Baumbestand.
Hier lag später ein freier und offener Landschaftsraum, der zwischen dem Langmoos (das kleinräumig unter dem Namen Samer Mösl erhalten blieb) und der Linzer (Reichs-)Straße lag. In alten Plänen wird der Landschaftsraum In der Langwied genannt. Lang bezieht sich dabei auf seine langgestreckte Form neben dem Langmoos. Er bildet einen Teil der Grenze zur Gemeinde Hallwang.
Am Rande der Linzer Reichsstraße (heute B1) befanden sich um 1830 folgende einzelnen Handwerkshäuser und Bauerngüter: Sockenmacher, Zirarischneider, Engelhäusel, Teuflgütl sowie die Gehöfte Maier und Bäck. Vor 1920 stand hier abseits der Straße nur ein einsamer alter Ziegelofen.
1925 wurde hier die Umspannwerk-Trafostation Hallwang (UW Hallwang) erbaut, die den Strom des ab 1920 neuerrichteten Speicherkraftwerks Strubklamm in das Stadtnetz einspeiste.
Das Gebäude steht unter Denkmalschutz (Listeneintrag).
Der Raum von Langwied wurde 1939, mitsamt dem ganzen Langwied, in die Stadt Salzburg eingemeindet.
Die ersten Siedlungshäuser baute man hier um 1950. Die Langwied erhielt ihre Straßennamen vielfach von heimischen Vögeln (wie die Nachtigall-, Zeisig-, Pirol-, Finken-, Drossel-, Meisen-, Lerchen- und Schwalbenstraße).
Im Wesentlichen entstand der junge Stadtteil dann zwischen 1960 und 1985, während sich bei Mayrwies ein umfangreiches Gewerbegebiet entwickelte.
Einen weiteren Impuls bekam der Stadtteil 1994 durch die Ansiedlung der Rudolf-Steiner-Schule (Waldorfschule) Salzburg.
Die letzten Erweiterungen dieses jungen Siedlungsraumes liegen nur wenige Jahre zurück.

Die neue Pfarrkirche St. Severin wurde in den Jahren 2003 bis 2006 erbaut und von Erzbischof Alois Kothgasser 2006 eingeweiht. Dabei wurde eine alte hier (zuvor seit Jahren leer) stehende Fabrikshalle in den Bau der Kirche integriert. Neben der Kirche befindet sich ein großzügiges Pfarrzentrum.

## Verkehr, Infrastruktur und Sehenswürdigkeiten

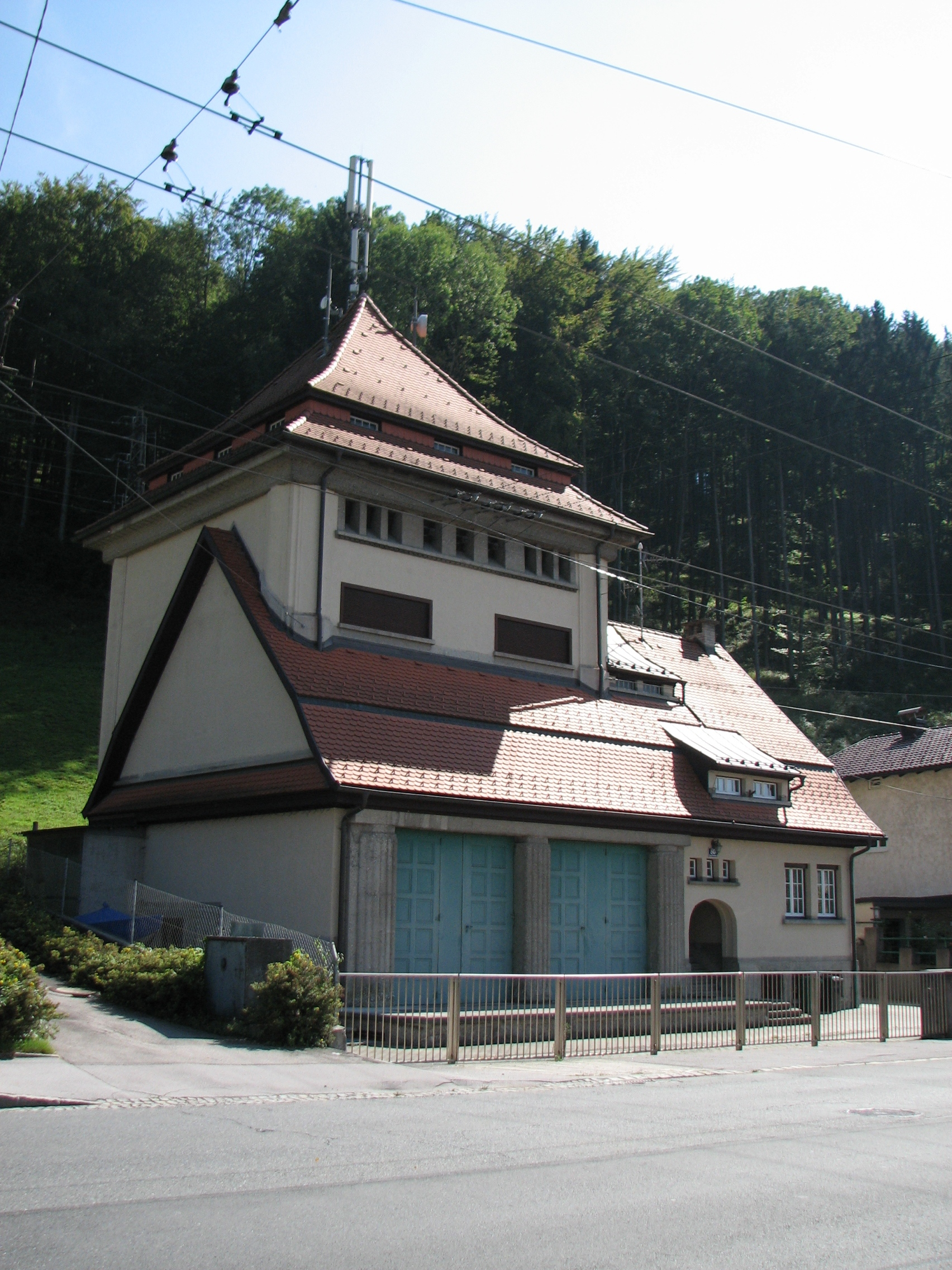
Trafostation Linzer Bundesstraße

Langwied-Esch, das entlang der B1 Wiener Straße (hier Linzer Bundesstraße) liegt, ist aus der Stadt nur über das Nadelöhr Schwabenwirtsbrücke (über die Salzburg-Tiroler-Bahn) erreichbar. Sam ist nur über Nebenstraßen verbunden, Hauptquerverkehr geht über die Bachstraße in Gnigl Nord.
Durch den Stadtteil verläuft die Obuslinie 4 nach Mayrwies mit den Haltestellen Bachstraße, Zeisigstraße, Langwied (ehemalige Buskehre) und Mayrwiesweg. Dieselbe Strecke bedient auch der Bahnbus  (Regionalbuslinien über Eugendorf: Seekirchen – Obertrum 131, Neumarkt – Straßwalchen 130, Thalgau – Mondsee 140, Haltepunkte Bachstraße, Langwied).
Sehenswürdige Bauten:
- Umspannwerk-Trafostation Hallwang (1920, denkmalgeschützt)
- Wohnanlage Seitenbachweg Doris & Ralph Thut, 1990[7]
- Wohnanlage Samer Mösl, Passivhauswohnanlage in Holzbauweise (sps-architekten, 2002–2006)[8]